# Clopotele (poem)

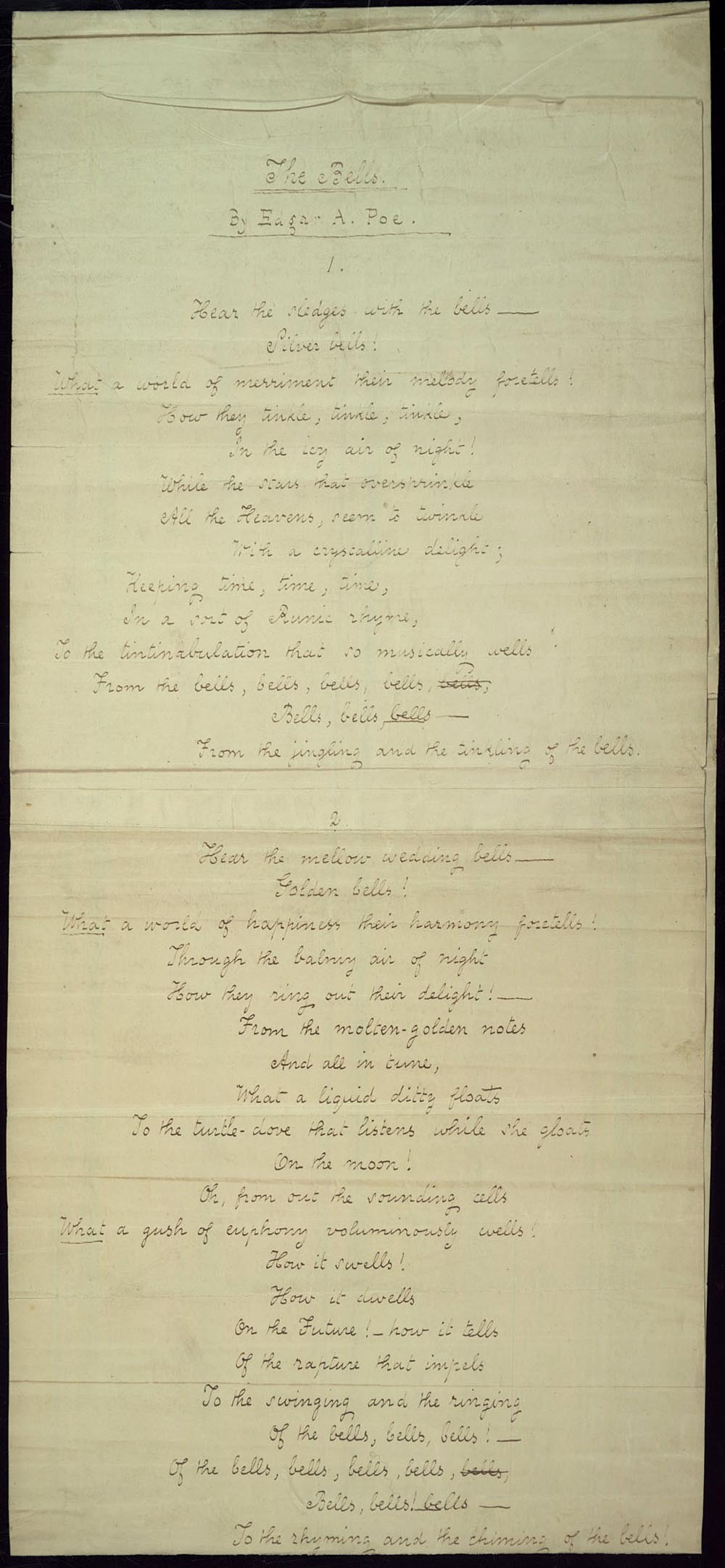
Primele două pagini ale manuscrisului scris de mâna lui Poe al poemului „Clopotele”, 1848.

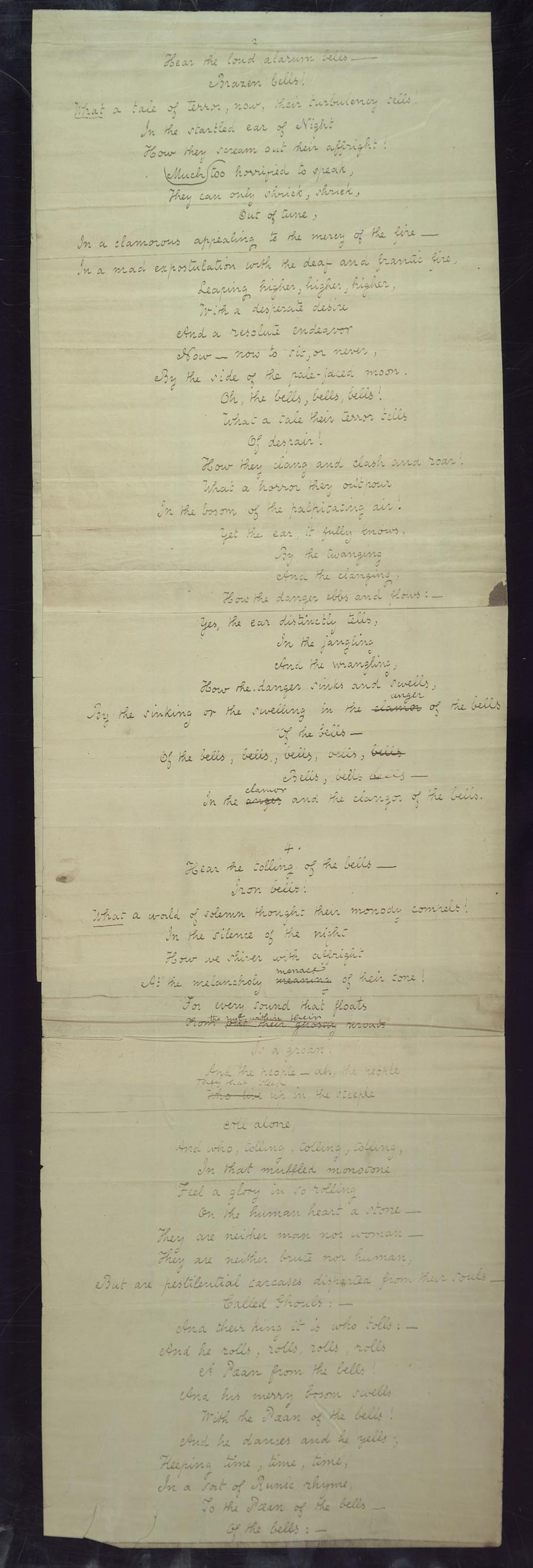
Strofe suplimentare pe manuscrisul scris de mâna lui Poe al poemului „Clopotele”, 1848.

„Clopotele” (în engleză The Bells) este un poem puternic onomatopeic al scriitorului american Edgar Allan Poe, care nu a fost publicat decât după moartea sa, în 1849. El este, probabil, cel mai cunoscut pentru utilizarea diacopică a cuvântului „clopote”. Poemul are patru părți; fiecare parte devine mai închisă și mai întunecată pe măsură ce poemul progresează de la „clinchetele și singhetele” clopoțeilor din partea I la „bocetul și mugetul” clopotelor din partea a IV-a.

## Analiză
Acest poem poate fi interpretat în mai multe moduri diferite, dintre care cea principală este pur și simplu o reflectare a sunetelor pe care clopotele le pot face și emoțiile evocate de acele sunete. De exemplu, „Clopote, clopote, clopote, clopote, / Clopote, clopote, clopote!” aduce în minte aglomerația clopotelor nenumărate ale bisericii. Există și mai multe interpretări profunde. Una dintre ele este cea că poemul este o reprezentare a vieții de la agilitatea tinerilor la durerea celor în vârstă. Cultivarea disperării este subliniată, alături de frenezia în creștere în tonul poemului. Un alt aspect este succesiunea anotimpurilor, din primăvară în iarnă. Succesiunea anotimpurilor este adesea folosită ca o metaforă pentru viața însăși. Poemul sugerează, de asemenea, tema doliului lui Poe pentru soția pierdută. Dangătul clopotelor de fier reflectă nebunia finală a soțului îndurerat.
Sunetele versurilor, în special repetitivele „clopote, clopote, clopote, clopote, clopote, clopote, clopote”, se află pe o linie îngustă între sens și nonsens, provocând un sentiment de instabilitate. Poe folosește cuvântul „tintinnabulation”, aparent o monedă proprie, bazată pe cuvântul latin pentru „clopot”, tintinnabulum. Seria de ecouri ale „clopotelor” imaginează sunetele diferitelor clopote, de la zinghetele clopoțelelor de argint purtate de cai, la „dong, ding-dong” al clopotelor de aur și de fier, la scârțâitul „whee-aaah” al clopotelor de aramă. Seriile sunt întotdeauna patru, urmate de trei, începând întotdeauna și sfârșindu-se cu o silabă subliniată. Modificările metrice de la iambic în trei linii cu repetatele „clopote”, aducând cititorul în ritmul lor. Cea mai mare parte a poemului este un tetrametru trohaic.
Clopotele despre care el scrie sunt considerate a fi cele pe care le-a auzit de la turnul clopotniță al Fordham University, deoarece Poe a locuit în același cartier în care se afla și universitatea. El se plimba frecvent în jurul campusului universității Fordham, conversând atât cu studenții, cât și cu iezuiții.

## Istoricul publicării
Inspirația pentru acest poem este adesea atribuită lui Marie Louise Shew, o femeie care l-a ajutat pe Poe să o îngrijească pe soția lui, Virginia, care era pe moarte. Într-o zi, pe când Shew îl vizita pe Poe la cabana sa din Fordham, New York, Poe trebuia să scrie o poezie, dar nu avea nicio inspirație. În timp ce se gândea, au început să sune clopotele unei biserici aflate în apropiere. Shew ar fi auzit din întâmplare clopote sunând de departe și a sugerat jucăușă să înceapă de acolo, scriind posibil chiar și primul vers al fiecărei strofe. Poe a copiat poemul și a scris sub titlu „By Mrs. M. L. Shew”. Prima formă a poemului cuprindea numai două strofe cu opt și respectiv nouă versuri.:pp. 382-383
Varianta finală a fost dezvoltată după ce prima variantă fusese respinsă de editori, iar clopotele au devenit de argint (simbolizând copilăria), de aur (simbolizând nunta), de aramă (simbolizând neliniștea matură) și de fier (simbolizând moartea), probabil în urma unei sugestii din poezia „Lied der Glocke” de Friedrich Schiller.:p. 383 Diferența între versiunea inițială și cea finală este atât de mare, încât mai mulți critici consideră că este vorba de două poeme diferite.
Se crede că Poe a scris „Clopotele” în mai 1848 și a trimis poezia de trei ori la Sartain's Union Magazine, o revistă condusă de John Sartain, până când ea a fost în cele din urmă acceptată. El a fost plătit cu 15 dolari pentru munca sa, cu toate că poezia nu a fost publicată decât după moartea sa în numărul din noiembrie 1849. Poemul a fost, de asemenea, publicat în New York Tribune pe prima pagină a ediției din 20 octombrie 1849 sub titlul „Ultimul poem al lui Poe”.
Prima traducere în limba română a fost realizată de Emil Gulian și publicată în decembrie 1937 în Revista Fundațiilor Regale. Poemul a fost tradus apoi de Dan Botta și publicat în 1963 în volumele Scrieri alese, editate de Editura pentru Literatură Universală din București, în colecția „Clasicii literaturii universale”.
Traducerea lui Emil Gulian a fost criticată de Vladimir Streinu care i-a reproșat traducătorului a încercat să treacă în limba română armonii lingvistico-muzicale imposibil de tradus,:p. 383 adică „impresiunile de artă ce provin exclusiv din ermetismul estetic al altei limbi”.:p. 382

## Răspuns critic
Potrivit biografului Jeffrey Meyers, „Clopotele” este de adesea criticat din cauza faptului că este mecanic și forțat.
Criticul român Vladimir Streinu a afirmat că ultimele poeme ale lui Poe sunt create „pe baza unui principiu muzical specific”,:p. 382 ce este observat mai ales în „Clopotele”. „Dar intențiunea de a-și impersonaliza existența prin simbol, așa cum șade bine în orice lucrare de artă, abia se ghicește, pe întâiul plan al compunerii fiind maestria aliterațiilor și a rimelor interioare, cu care ni se sugerează chiar calitatea de sunet a metalelor respective”, completează el.:p. 383 Poetul Horia Stamatu adăuga că „sub o aparentă virtuozitate (formală) Poe pune în această poezie... o tema foarte gravă, acea splendidă temă a vârstelor omenirii”. Excesul de muzicalitate face ca acest poem al lui Poe să aibă o valoare artistică indiscutabilă, poetul exprimându-și uneori bucuria față de muzică.

## Adaptări
Serghei Rahmaninov (1873–1943) a compus o simfonie corală intitulată Clopotele, Op. 35, bazată pe o adaptare rusească a poemului de către Konstantin Balmont. Simfonia urmează forma clasică de sonată: prima mișcare, mișcare lentă, scherzo și final, onorând astfel cele patru secțiuni ale poemului. (Simfonia este interpretată uneori în limba engleză, nefolosind textul original al lui Poe, ci o traducere a adaptării lui Balmont realizată de către Fanny. S. Copeland.) Compozitorul scoțian Hugh S. Roberton (1874–1947) a compus „Hear the Tolling of the Bells” (1909), „The Sledge Bells” (1909) și „Hear the Sledges with the Bells” (1919), inspirate de poemul lui Poe.
Josef Holbrooke a compus „The Bells, Prelude, Op. 50” pe baza poemului lui Poe, iar Phil Ochs a compus o melodie pentru poem înregistrată pe albumul său All the News That's Fit to Sing. Eric Woolfson, partenerul muzical al lui Alan Parsons în the Alan Parsons Project, a scris versurile pentru două albume inspirate din scrierile lui Poe. Al doilea album, Poe: More Tales of Mystery and Imagination, conține un cântec intitulat „The Bells”, punând versurile lui Poe pe muzică. Acest album a fost, de asemenea, baza pentru o producție muzicală pentru scenă, care a avut loc în Anglia, Austria și în alte țări europene. Pink Floyd s-a referit la poem în ultimul vers al cântecului „Time” de pe albumul The Dark Side of the Moon (1973).
În 1993 compozitorul danez Poul Ruders scris piesa „Clopotele” pentru soprană și zece instrumente, folosind textul lui Poe în întregime, dar în limba neerlandeză. Piesa a avut premiera la Londra și a apărut pe un CD realizat de Bridge Records, New York. MC Lars, un cântăreț hip-hop Nerdcore a cântat o versiune completă a poemului pe EP-ul său Edgar Allan Poe EP (2002) intitulat „(Rock) The Bells”. Cântecul poate fi ascultat gratuit pe pagina sa Bandcamp.